# Insurrezione scozzese del 1820
L'insurrezione scozzese del 1820 , nota anche come Radical War, fu una settimana di scioperi e di agitazioni, a culmine delle richieste di riforma radicali nel Regno Unito, che erano diventate importante nei primi anni della Rivoluzione francese, ma che erano state represse dopo le lunghe guerre napoleoniche.
Una crisi economica dopo la fine delle guerre fece aumentare le agitazioni. Gli artigiani, in particolare i tessitori in Scozia, cercarono l'azione per riformare un governi indifferente, la piccola nobiltà temeva gli orrori di una rivoluzione e cominciò a reclutare le milizie, mentre il governo dispose un apparato di spie, informatori e di agenti provocatori per soffocare il movimento.
Un  comitato di organizzazione per formare un governo provvisorio mise dei cartelli in giro per Glasgow il primo aprile, dichiarando uno sciopero nationale immediato. Il 3 aprile il lavoro si fermò nell'intera area di centrale della Scozia ed in un turbinio di eventi disordinati un piccolo gruppo marciò verso la Ferriera Carron Company per sequestrare armi, ma mentre sostavano a Bonnymuir furono attaccati dagli Ussari. Un altro piccolo gruppo da Strathaven marciò per incontrare un gruppo più folto, ma furono avvertiti di un agguato e si dispersero. La milizia fece dei prigionieri nella prigione di Greenock, ma furono attaccati dai locali e liberarono i prigionieri. James Wilson di Strathaven è stato individuato come uno dei leader della marcia là e a Glasgow fu impiccato e poi decapitato.
Di quelli sequestrati dall'esercito britannico a Bonnymuir, John Baird e Andrew Hardie furono uccisi a Stirling dopo aver fatto un breve discorso. Altri venti Radicali furono deportati.
Divenne evidente che gli agenti di governo avessero attivamente fomentato le agitazioni per portare i radicali allo scoperto. L'insurrezione fu in gran parte dimenticata, poiché l'attenzione fu focalizzata sugli eventi radicali meglio pubblicizzati. Due anni dopo, l'entusiasmo per la visita di Re Giorgio IV in Scozia potenziò con successo il sentimento lealista, inaugurando una nuova Identità nazionale scozzese.

## Antefatti
Nel XVIII secolo gli artigiani come gli intelaiatori, i calzolai e i fabbri lavoravano su commissione in questo modo potevano stabilire il proprio orario di lavoro che spesso gli lasciava il tempo di leggere e di discutere ciò che avevano letto con gli amici. La Chiesa di Scozia presbiteriana fu fondata sull'uguaglianza dei diritti e delle opiniodi degli individui di formulare giudizi di principio, e così incoraggiò le polemiche e le preoccupazioni per i "diritti" come la continuità delle tradizioni scolastiche scozzesi che all'epoca aveva raggiunto l'alfabetizzazione più diffusa rispetto agli altri paesi. In Scozia solo una persona su 250 aveva il diritto di voto e quegli artigiani erano pronti ad entrare nel movimento radicale per seguire l'onda della Rivoluzione americana e della Rivoluzione francese, influenzati anche dal libro Rights of Man di Thomas Paine. La società scozzese Friends of the People tenne una serie di conferenze tra il 1792 e il 1793. Il governo reagì duramente, ordinando la deportazione dei leader, e nel 1793 il ministro di Dundee Thomas Fysshe Palmer fu condannato a 7 anni di deportazione per aver aiutato a preparare e a distribuire trattati riformisti. Il dissenso fu sotterrato con gli United Scotsmen la cui attività furono frenate con il processo di George Mealmaker nel 1798.
Tra il 1800 e il 1808 i guadagni dei tessitori furono dimezzati, e nel 1812 ci fu una petizione per un aumento che fu concesso dai magistrati, ma gli operai rifiutarono di pagare e così i tessitori dichiararono uno sciopero che durò nove settimane con il supporto del  National Committee of Scottish Union Societies, organizzazione simile agli United Scotsmen (da non confondere con la Trade Unions). Le autorità furono ulteriormente allarmate e inviarono spie ed informatori per stanare ogni attività riformista. Tra questo momento e il 1815 il Magg. John Cartwright attraversò la Scozia per fondare nuovi Hampden Club radicali.

### Disordini dopo guerra
La fine delle guerre napoleoniche portò un periodo di depressione economica. Nel 1816 circa 40.000 si incontrarono a Glasgow Green per chiedere un governo più rappresentativo e la fine delle Corn Laws che contribuivano a mantenere i prezzi altri. La rivoluzione industriale colpì soprattutto i tessitori ed il malcontento crebbe nonostante i tentativi da parte delle autorità di assumere i disoccupati e aprire centri di soccorso per alleviare le difficoltà. Gli agenti di governo portarono le prove del complotto a corte nel 1816 e 1817.
Il massacro di Peterloo dell'agosto 1819 scatenò proteste in tutta la Britannia. In Scozia, l'11 settembre si tenne una manifestazione commemorativa che sfociò in una settimana di disordini in cui si dovette usare la cavalleria per controllare circa 5.000 "radicali". Si tennero incontri di protesta a Stirling, ad Airdrie, a Renfrewshire, ad Ayrshire e a  Fife, principali aree tessili. Il 13 dicembre il radicale Kinloch fu arrestato per aver organizzato un incontro pubblico a Magdalen Green a Dundee, ma riuscì a scappare e a fuggire all'estero.
I signori temevano che questo tipo di tumulti rivoluzionari erano gli stessi che avevano preceduto la Rivoluzione francese e la Rivolta irlandese del 1798 e si stava verificando un reclutamento massiccio di reggimenti volontari attraverso le Lowlands scozzesi e la Scottish Borders. Walter Scott esortò i suoi "vicini" di "appellarsi a questa crisi con il buon senso e la lealtà alle classi basse... Tutto quello che devete fare è ascoltare gli uomini, e segnare quelli che sembrano zelanti. Forse dovranno combattere con i minatori della Northumbria per difendere i loro focolai, quei "letteralmente" mascalzoni sono andato oltre la gestione del proprio popolo."

## La "Radical War"
Quando nel 1820 il governo cominciò ad operare, spaventato dalla "Cospirazione di Cato Street" a Londra, agì per sopprimere l'agitazione di riforma e richiamò il suo apparato di spie e agenti provocatori dalla Scozia. Un  comitato per l'organizzazione di un Governo Provvisorio di 28 uomini eletti dai delegati delle "unioni" locali decise di organizzare un addestramento militare per i suoi seguaci, dando la responsabilità per il programma di formazione ad un tessitore di Condorrat con esperienza dell'esercito, John Baird. Il 18 marzo Mitchell, della polizia di Glasgow, segnalò al Segretario di Stato per gli Affari Interni che "un meeting di un comitato di organizzazione della marmaglia… si è tenuto nelle vicinanze pochi giorni or sono."
Il 21 marzo il comitato si incontrò in una taverna di Glasgow. Il tessitore John King lasciò presto la riunione, appena prima di un raid nel quale il Comitato fu segretamente arrestato. Mitchell riportò che il 25 marzo quelli che furono arrestati "confessarono il loro piano audace di rescindere il Regno di Scozia e di Inghilterra e ripristinare l'antico Parlamento Scozzese… Se qualche piano è stato concepito potrebbe essere usato per stanare gli scontenti - facendogli credere che il giorno della "libertà" fosse giunto - potremmo catturarli mentre sono indifesi… pochi sanno dell'arresto dei leader… quindi non c'è nessun sospetto sul piano. I nostri informatori si sono infiltrati nelle organizzazioni e nei comitati degli insoddisfatti, e in pochi giorni potrà vedere i risultati." King, Craig, Turner e Lees furono ripetutamente coinvolti nell'organizzazione dell'agitazione.
Al meeting del 22 marzo tra le 15/20 persone presenti c'erano i tessitori John King e John Craig, il falso-fabbro Duncan Turner, e un "inglese" chiamato Lees. John King gli raccontò che la rivoluzione era vicina e che tutti i presenti dovevano essere entusiasti per la chiamata alle armi. Il giorno successivo si incontrarono a Glasgow Green per poi spostarsi a Rutherglen dove Turner rivelò i piani per stabilire il governo provvisorio, convincendo i presenti ad "agire di conseguenza", diede poi una copia del progetto di proclamazione da consegnarsi a un tipografo. Lees, King e Turner girarono incoraggiando i sostenitori a fare picche per le battaglie. Sabato primo aprile Craig e Lees raccolsero le stampe che Lees aveva fatto fare il giorno prima. La mattina di domenica 2 aprile le copie della Proclamazione erano sparse per tutta Glasgow.

### Proclamazione
La proclamazione, firmata "per Ordine del Comitato di Organizzazione per la formazione di un Governo Provvisorio. Glasgow, 1º aprile 1820.", include dei riferimenti alla Magna Carta e al Bill of Rights.
"Amici e Concittadini! Svegliatevi dal torpore nel quale siamo affondati per così tanti anni, siamo stati costretti a lungo dalle nostre sofferenze e dal disprezzo per le nostre petizioni sul risarcimento, è ora di far valere i nostri diritti a rischio della nostra vita, prendendo le armi per il risarcimento delle nostre rimostranze". "La parità dei diritti (non di proprietà)… Libertà o Morte è il nostro motto, e abbiamo giurato di tornare a casa in trionfo - o di non tornare… noi sinceramente chiediamo a tutti di desistere dal loro lavoro da e dopo questa giornata, primo aprile, fino all'ottenimento di questi diritti…" Si sollecita una rivolta "per mostrare al mondo che non siamo gentaglia fuorilegge e sanguinaria come i nostri oppressori ci hanno dipinto, ma che siamo un popolo coraggioso e generoso, determinato a essere libero."
Una note aggiunge: "Britanni – Dio – Giustizia – i desideri di tutti gli uomini buoni sono con noi. Uniamoci per la giusta causa, e le nazioni della terra potranno salutare il giorno in cui gli Standard di Libertà saranno portati sul suolo nativo."

### Sciopero e agitazioni
Lunedì 3 aprile il lavoro si fermò, in particolare nelle comunità di tessitori, nell'intera area centrale della Scozia che comprendeva Stirlingshire, Dunbartonshire, Renfrewshire, Lanarkshire e Ayrshire, con una stima di 60.000 partecipanti.
Le notizie riportavano che gli uomini stavano portando avanti un addestramento militare in punti diversi intorno Glasgow, le fonderie e le fucine erano state perquisite e file di ferro erano state prese per fare delle picche. A Kilbarchan i soldati trovarono uomini che facevano picche, a Stewarton vennero dispersi circa 60 scioperanti, a Balfron circa 200 uomini si riunirono per organizzarsi. Venivano vendute picche, polvere da paro e cannoni chiamati "wasps" (una sorta di giavellotto) e "clegs" (un volano spinato per battere i cavalli).
Le voci dicevano che l'Inghilterra era in arme a causa delle riforme e che un esercito era radunato a Campsie capitanato da Marshal MacDonald, un Maresciallo di Francia e figlio di una famiglia profuga giacobita, per unire le forze con 50.000 soldati francesi a Cathkin Park.
A Paisley il comitato riformista locale si riunì sotto il comando del loro istruttore, ma si sparse quando a Paisley fu messo il coprifuoco.
Le truppe del governo erano pronte a Glasgow, nella serata 300 radicali si scontrarono brevemente con parte della cavalleria, ma non ci fu nessun pericolo.

### Marcia su Carron
A Glasgow John Craig portò circa 30 uomini a fare per i lavori in ferro della Carron Company a Falkirk, Stirlingshire, dicendo loro che ci sarebbero state le armi per la rivolta, ma il gruppo si disperse quando incontrarono la polizia. Per coincidenza un distaccamento di ussari stava aspettando in agguato con l'intenzione di catturare gli uomini che marciavano fuori da Glasgow per Carron, ma rimasero delusi. Craig fu catturato, portato davanti a un giudice e multato, ma il giudice pagò la cauzione.
Il giorno successivo, martedì 4 aprile, Duncan Turner riunì circa 60 uomini per marciare su Carron, mentre lui organizzava il lavoro altrove. La metà del gruppo lo abbandonò, il resto accettò le sue rassicurazioni che avrebbero raccolto altri supporti lungo la strada. Al loro leader Andrew Hardie fu data una mappa strappata a metà per essere abbinato con l'altra metà in possesso di un sostenitore a Condorrat, sulla strada per Carron. Qui John Baird ricevette alle 11 di sera la visita di John King, che gli diede l'altra metà della mappa. Il 5 aprile alle 5 del mattino arrivarono 25 uomini, inzuppati. Baird aspettava un piccolo esercito, ma King li esortò a proseguire, dicendo che avrebbe raccolto altri rinforzi. Andò da lui un uomo di nome Kean, e Baird e Hardie si trovarono con un totale di 30 uomini. Sulla strada si imbatterono due volte in viaggiatori, ma li lasciarono andare. I viaggiatori passarono le informazioni alle autorità a Kilsyth e al Castello di Stirling. King arrivò nuovamente, ma Kean non era con lui, dicendo loro che aveva istruzioni e che doveva andare in fretta per trovare gli altri a Camelon, mentre Baird e Hardie dovevano abbandonare la strada e attendere a Bonnymuir.
Sedici ussari e sedici poliziotti lasciarono Perth il 4 aprile ed andarono a proteggere Carron. Lasciarono la strada a Bonnybridge il 5 aprile e proseguirono dritti per le pendici di Bonnymuir. Come riportarono i giornali più tardi: "Osservando questa forza i radicali applaudirono e avanzarono su una parete da cui iniziarono a sparare ai militari. Alcuni colpi partirono di ritorno dai soldati, e dopo poco la cavalleria passò attraverso un'apertura sulla parete e attaccò la parte che resistevano fino a sopraffare le truppe che riuscirono a prendere diciannove di loro come prigionieri, i quali furono rinchiusi nel castello di Stirling. Quattro di loro erano feriti". Il Glasgow Herald ridacchiò del piccolo numero di radicali incontri, ma si preoccupò che "la cospirazione appare più estesa di quanto immaginato… i principi radicali sono troppo diffusi e troppo profondamente radicati per sparire senza una qualche esplosione e prima avviene meglio è."
Il 5 aprile arrivarono nuovi reggimenti, causando forte eccitazione. Alcuni segni di resistenza organizzata furono segnalati e l'esercito rimase in allerta fino a notte, ma non ci fu nessun attacco.

### La marcia per Strathaven
Il pomeriggio del 5 aprile, prima che arrivassero le notizie dello scontro a fuoco di Bonnymuir, l'"Inglese" Lees inviò un messaggio chiedendo ai radicali di Strathaven di incontrarsi con la forza di Kinlich a Cathkin Park. La mattina successiva 25 uomini seguirono le istruzioni e partirono alle 7 del mattino per andare dove pattuito. James Wilson possedeva una targa con scritto "Scozia Libera o Deserto". A East Kilbride furono avvertiti di un'imboscata e Wilson, sospettando un tradimento, tornò a Strathaven. Gli altri evitarono l'imboscata e raggiunsero Cathkin, ma non c'era segno dell'esercito promesso e si dispersero. Dieci di loro furono identificati e catturati e durante la notte del 7 aprile furono incarcerati a Hamilton.
Altri disturbi Radical si verificarono nei villaggi dei tessitori intorno al centro della Scozia e alla pianura centro-occidentale, con attività meno evidenti in alcune città della costa est.

### Prigionieri a Greenock
Sabato 8 aprile i prigionieri vennero scortati da Paisley alla prigione Greenock dalla Milizia di Port Glasgow quando la milizia fu attaccata dalla popolazione locale che li combatteva nelle strade e dalle finestre e porte delle loro case. La scorta riuscì a passare e a presentare i detenuti in carcere alle 5 del pomeriggio, ma dovettero farsi strada di nuovo. In reazione agli insulti e ai lanci di pietre aprirono il fuoco, uccidendo otto persone tra cui un ragazzo di otto anni e ne ferirono altri dieci. I miliziani scapparono, quindi la popolazione di Greenockians arrabbiata prese d'assalto la prigione e liberò i prigionieri.

## Processi ed esecuzioni
88 uomini in diverse città furono accusati di tradimento. Sia a Glasgow che a Stirling la commissione reale speciale Court of Oyer and Terminer fu creata per occuparsi dei casi.
James Wilson fu arrestato e processato il 20 luglio a Glasgow con quattro imputazioni per tradimento. Tre processi su quattro lo videro "non colpevole", la quarta lo condannò per "aver tentato di organizzare una guerra contro il re, al fine di costringerlo a cambiare i suoi provvedimenti", fu raccomandata la misericordia, ma fu condannato a morte.
Cinque dei suoi compagni furono riconosciuti non colpevoli, un altro fu prosciolto. Il 1º agosto una giuria ignorò il giudice e si rifiutò di condannare due tessitori.
A Stirling il 4 agosto il giudice avvisò che "A voi Andrew Hardie e John Baird posso concedere poca o nessuna speranza di misericordia" perché "voi eravate i leader, mi spiace che l'esempio debba essere dato da voi."
James Wilson fu impiccato il 30 agosto davanti a 20.000 persone, chiedendo prima al boia "Avevi mai visto una folla così grande, Thomas?"
L'8 settembre Hardie e Baird furono giustiziati a Stirling, davanti ad una folla di 2.000 persone. Lo Sceriffo di Stirling, Ranald MacDonald, richiese che non facessero un discorso politico dalla forca, ma convenne che potevano parlare della Bibbia. Baird concluse il suo breve discorso dicendo "Anche se oggi moriamo di una morte ignominiosa voluta da leggi ingiuste, il nostro sangue, che in pochissimi minuti scorrerà su queste travi, griderà vendetta al cielo, può diventare lo strumento di redenzione degli uomini." Hardie disse dopo "il nostro sangue sarà versato su quest'impalcatura... per nessun altro peccato, ma cercando i legittimi nostri diritti male utilizzati e per l'amore dei connazionali", quindi, quando lo sceriffo intervenne bruscamente chiedendo ai presenti di "andare con calma a casa e di leggere la Bibbia, e ricordare il fato di Hardie e Baird" furono impiccati e decapitati.
Thomas McCulloch, John Barr, William Smith, Benjamin Moir, Allan Murchie, Alexander Latimer, Andrew White, David Thomson, James Wright, William Clackson, Thomas Pike, Robert Gray, John Clelland, Alexander Hart, Thomas McFarlane, John Anderson, William Crawford e il quindicenne Alexander Johnstone furono deportati nelle colonie penali nel Nuovo Galles del Sud o in Tasmania. Peter Mackenzie, un giornalista di Glasgow, promosse un'infruttuosa campagna per il perdono e pubblicò un piccolo libro: The Spy System, including the exploits of Mr Alex. Richmond, the notorious Government Spy of Sidmouth and Castlereagh.
Il 10 agosto 1835 fu concessa un'amnistia.

## Effetti
Gli effetti della disfatta dell'insurrezione furono di scoraggiare pesantemente il movimento radicale in Scozia per un po' di tempo. Lord Melville, la giusta mano in Scozia del governo di Lord Liverpool, suggerì la Visita di Re Giorgio IV in Scozia come necessità politica, per assecondare i sentimenti della gente comune ed indebolire il movimento radicale. L'evento, largamente organizzato da Sir Walter Scott, riuscì brillantemente e portò una rinnovata identità nazionale scozzese creando un diffuso entusiasmo per il tartan che lo Sceriffo Ranald MacDonald di Stirling aveva già entusiasticamente assunto come un Capo clan a Ulva e membro di varie "Highland societies".
Su suggerimento di Walter Scott, i tessitori disoccupati dell'ovest della Scozia furono messi a lavorare alla pavimentazione di Salisbury Crags nell'Holyrood Park adiacente all'Arthur's Seat, Edimburgo. Ancora oggi il percorso si chiama Radical Road.
La causa della riforma elettorale continuò e con la Scottish Reform Act 1832, per la prima volta fu dato a Glasgow un membro in parlamento. L'evento fu offuscato dagli altri eventi radicali nel paese ed è dimenticato nella storia scolastica, ma nel XX secolo lo storico del Partito Nazionale Scozzese J.Halliday riportò alla luce gli eventi.